# Union démocratique pour le respect du travail
L’Union démocratique pour le respect du travail (UDRT, en néerlandais Respect voor Arbeid en Democratie, RAD) est un ancien parti politique belge de droite populiste et libérale qui a eu une représentation parlementaire de 1978 à 1985.

## Genèse
Fin 1977, des membres de la Fédération générale des travailleurs indépendants, dont Robert Hendrick, mettent sur pied le Comité d'action démocratique, qui devient en avril 1978 l'Union démocratique pour le respect du travail.
En 1987, à la suite de tensions internes sur la « question de l'immigration et des problèmes communautaires », plusieurs responsables du RAD (branche néerlandophone de l'UDRT) menés par Roger Frankinouille passent au Vlaams Blok,.

## Résultats électoraux
Aux élections législatives du 17 décembre 1978, le parti obtient son premier siège avec 48 616 voix (0,88 %). Aux élections suivantes, le 8 novembre 1981, il obtint trois sièges avec un score national (UDRT-RAD) de 130 526 voix (2,17 %), auxquels il faut ajouter 4 540 (0,08 %) sous l'étiquette UDRT et 28 661 (0,48 %) sous l'étiquette RAD. Il repasse ensuite à un siège en 1985, avec 69.707 voix (1,15 %), et disparaît du parlement aux élections suivantes : 6.452 voix (0,1 %) en 1987, 2 416 (0,04 %) en 1991, il ne présente plus de liste ultérieurement.
Aux élections provinciales du 8 novembre 1981, l'UDRT obtient 5 sièges sur 90 au conseil provincial du Brabant avec 80 026 voix (6,16 %), avec des pourcentages entre 8 et 10 % dans les cantons où il compte des élus : 8,32 % à Bruxelles, 8,91 % à Ixelles, 8,79 % à Molenbeek, 9,92 % à Saint-Gilles, 9,98 % à Saint-Josse.

## Personnalités
- Jean-Pierre de Clippele, sénateur UDRT en 1981-1985, passé au PRL en 1985. Sénateur puis député MR jusqu'en 1995. Décédé le 22 juin 2012.
- Thomas Delahaye, coprésident néerlandophone du parti en 1979, précédemment président du Parti Radical (un petit parti essentiellement flamand)[1], avocat à la Cour de Cassation, député UDRT en 1981-1985, coprésident du parti en 1984, passé en 1985 au PVVDécédé le 5 avril 2001.
- Pascal de Roubaix, député UDRT en 1981-1985 et secrétaire général de ce parti, fondateur en 1999 du parti Alliance, initiateur du think tank franco-belge indépendant « Institut Thomas More », coordinateur bruxellois en 2009 du parti LiDé de Rudy Aernoudt[7] Pascal de Roubaix anime depuis 2009 le mouvement politique d'opinion "le Beffroi".
- Roger Frankinouille, coprésident néerlandophone du parti, rejoint le Vlaams Blok en avril 1987[8].
- Robert Hendrick, coprésident francophone du parti à sa fondation et député de 1981 à 1991 (comme indépendant de 1987 à 1991). Il a quitté la scène politique depuis 1991 pour redevenir patron de PME. Il a publié sa vision de l'aventure UDRT dans un livre intitulé : "Mon utopie est libérale."  Il est décédé le 22 avril 2015.
- Richard Eeckhout a été élu coprésident néerlandophone après le départ de Thomas Delahaye.

## Sources
1. 1 2  John Fitzmaurice, The politics of Belgium: a unique federalism, C. Hurst & Co. Publishers, 1996, 284 pages,  (ISBN 9781850652090), en particulier pp. 209-210
2. ↑  MUDDE, Cas, "The ideology of the extreme right", Manchester University Press, Oxford, USA, 2000,  (ISBN 0 7190 5793 0) (hardback) et 0 7190 6446 5 (paperback, 2002), en particulier p. 88
3. ↑  "Les Barbares - Les immigrés et le racisme dans la politique belge", ouvrage collectif, éditions Epo/Halt/CelsiuS, Berchem (Anvers)-Bruxelles, 1988, p. 105
4. ↑  Résultats officiels
5. ↑  Résultats officiels 1978-1995
6. ↑  Résultats officiels des élections provinciales de 1981 dans le Brabant
7. ↑  Aernoudt démissionne de l'asbl de gestion LiDé à la suite de querelles internes. Il dit ne plus pouvoir soutenir ce  parti s'il ne se débarrasse pas des membres d'extrême-droite qui l'ont infiltré, " M. Aernoudt dit avoir appris que le coordinateur de Bruxelles, Pascal de Roubaix, avait écrit pendant des années pour un magazine défendant les régimes de Salazar, Franco et Mussolini", cf. Belga, ce qui s'est avéré être faux. Pascal de Roubaix fut éditorialiste au Courrier de la Bourse et de la Banque de 1981 à 2004 et certains de ses articles furent détournés et même dénaturés par Le Cri du Citoyen magazine d'extrême droite à la diffusion confidentielle avec lequel il n'avait aucun rapport.. « Aernoudt envisage une liste en son propre nom », La Libre Belgique, 9 mars 2009
8. ↑  Pascal Delwit, Jean-Michel De Waele, Andrea Rea, L'Extrême droite en France et en Belgique, Éditions Complexe, 1998, 314 pages, en particulier "Naissance et développement de l'UDRT", pp. 61-62